# Stránky pro mír
Pages for Peace, česky Stránky pro mír je kniha vytvořená jako mimoškolní vzdělávací program Regionální střední školy ve městě Groton v Massachusetts v USA. Cílem skupiny je vytvořit největší knihu na světě (podle fyzických rozměrů). Obsahem knihy, který si vybrali, je světový mír. Tento vzdělávací program navrhl učitelka 5. stupně Betsy Sawyer. Pages for Peace obsahují kolekce a reflexe o témách světového míru od lidí z celého světa.